# Guadalest
Guadalest (en valenciano y oficialmente El Castell de Guadalest) es un municipio español de la Comunidad Valenciana, situado en el interior de la provincia de Alicante. Perteneciente a la comarca de la Marina Baja, cuenta con una población de 282 habitantes (INE 2024). El casco histórico de la localidad, que forma parte de la asociación Los Pueblos Más Bonitos de España, está declarado conjunto histórico-artístico.

## Geografía
Es una población pequeña pero fundamentalmente turística y muy conocida por el pintoresco castillo que domina todo el valle de Guadalest. El municipio está enclavado en dicho valle y está bordeado por las máximas alturas de la provincia. Al norte está la sierra de la Xortà (1126 m), al sur está la sierra de Aitana (1558 m) y hacia el oeste se encuentra la sierra Serrella (1361 m). La altitud es de 595 m y sus alturas más representativas son Els Parats (1147 m), el Morro Blau (1124 m) y el Morro Blanco (1084 m). El río Guadalest atraviesa el término de oeste a sureste, recogiéndose sus aguas en el embalse del mismo nombre.

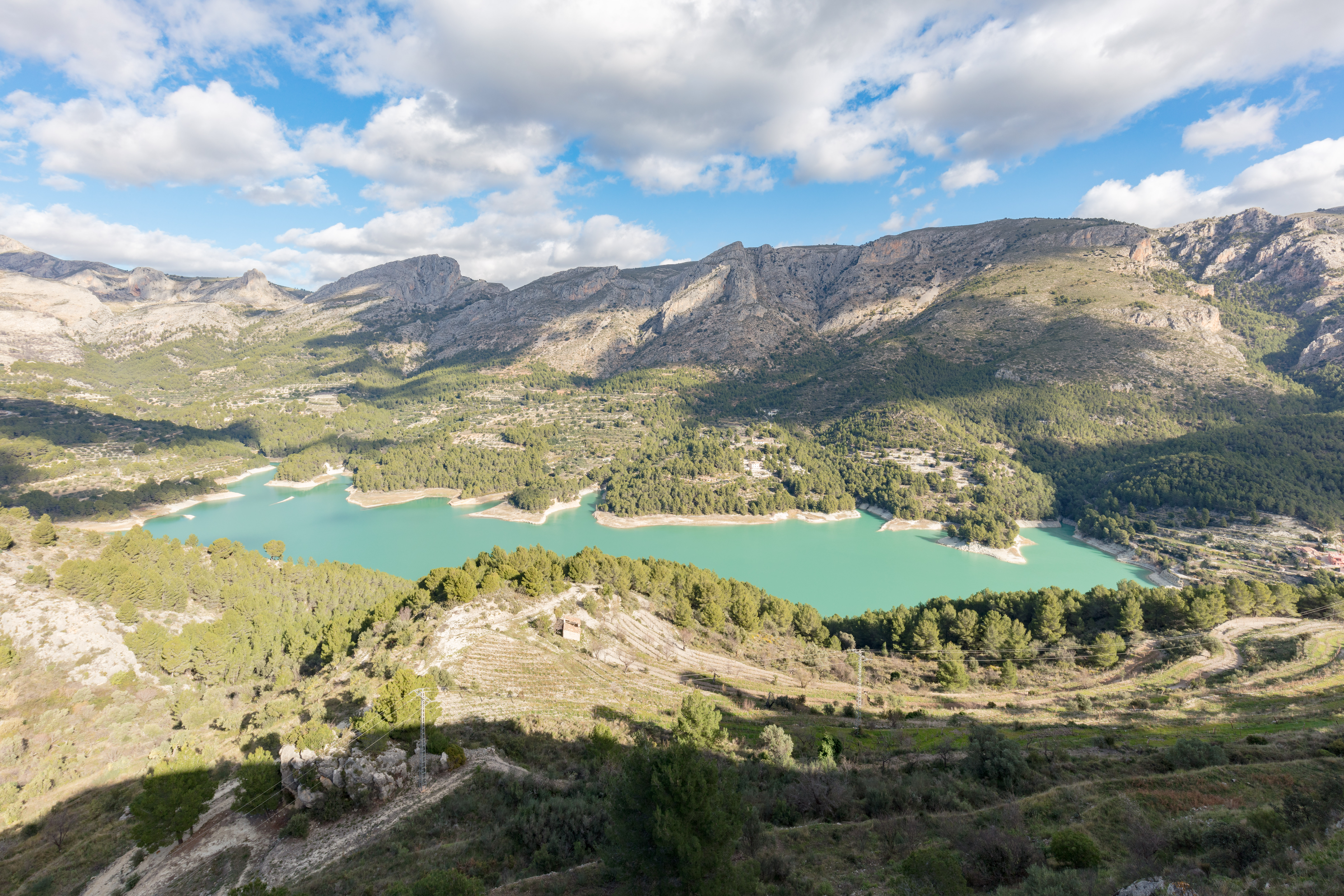
El embalse de Guadalest, visto desde la localidad.

El topónimo en valenciano, y oficial, es El Castell de Guadalest (AFI: [eɫ kasˈteʎ ðe ɣwa·ðaˈlest]). Por el municipio pasa la carretera CV-70, que cruza el valle de Guadalest y atraviesa otras localidades como Benimantell, Benifato y Polop de la Marina.
El municipio disfruta de un clima de tipo mediterráneo, pero difiere un poco del de la costa, con inviernos más frescos y veranos más suaves y agradables. Por su relieve accidentado se extienden, en las zonas altas, los pinos y el monte bajo, mientras que en las laderas con terrazas y en el valle, se cultivan cítricos, olivos, algarrobos y almendros que, en primavera, ponen una nota de color al paisaje.
El término municipal de Guadalest limita con los de Benimantell, Bolulla, Callosa de Ensarriá, Castell de Castells y Polop de la Marina.

## Historia
Guadalest, existente ya en época musulmana, fue conquistado por los cristianos a mediados del siglo XIII. El rey Jaime II de Aragón donó en feudo el castillo de Guadalest a Bernardo de Sarriá en 1293, momento en que empezó un período de cuarenta y dos años durante el cual el castillo y toda la comarca llegaron a pertenecer a la familia Sarriá.
En 1335, el castillo pasó a la Corona, quien lo vendió al infante Don Pedro; de este pasó a su hijo, el primer duque de Gandía, y a la muerte del último duque real de Gandía, a la familia Cardona. Los Cardona llegaron a ser Almirantes de Aragón; en 1543 Carlos I concedió a Sancho de Cardona para sí y sus sucesores perpetuamente el título de marqueses de Guadalest. El marquesado incluía un gran número de poblaciones de toda la comarca.
Hasta la expulsión de los moriscos (1609) tuvo una abundante población islámica bajo el señorío de distintos nobles aragoneses. El 22 de junio de 1644, se produjo un terremoto que destrozó el castillo; en diciembre del mismo año volvió a repetirse otro seísmo de gran intensidad. El último Cardona, marqués de Guadalest, murió sin descendencia en 1699 y esto provocó una serie de problemas que terminaron al recaer el marquesado en la persona del marqués de Ariza.
Durante la época de los Cardona, hubo otra familia que adquirió gran relevancia, la de Orduña. La vinculación de los Orduña a Guadalest data del siglo XVI, pues fueron alcaides perpetuos desde 1669 y alcanzaron nobleza en 1756, al ingresar en la Orden de Santiago Pedro Antonio Buenaventura de Orduña y García. Durante la Guerra de Sucesión, en 1708, el castillo de San José sufrió una voladura que afectó gravemente su ala oeste y la Casa Orduña fue incendiada.
Ya en el siglo XX, el municipio sufrió una serie de cambios importantes: en 1953 se empezó a construir el embalse de Guadalest, que sería terminado en 1971. En 1974, Guadalest fue declarado conjunto histórico-artístico.

## Geografía humana

### Demografía
Cuenta con una población de 282 habitantes (INE 2024).
| Gráfica de evolución demográfica de el Castell de Guadalest entre 1842 y 2021 |
| |
| Población de derecho según los censos de población del INE Población de hecho según los censos de población del INEEn estos censos se denominaba Guadalest: 1842, 1857, 1860, 1877, 1887, 1897, 1900, 1910, 1920, 1930, 1940, 1950, 1960, 1970, 1981, 1991 y 2001. Desde el 14.01.2002 este municipio se denomina "El Castell de Guadalest". |

### Economía
Gracias al carácter turístico que el municipio ha tomado en los últimos años, un gran sector de la población depende de los servicios, en especial de la hostelería, del comercio de marroquinería y souvenirs y de los variados museos. Una mínima parte de los habitantes de Guadalest se dedica aún a las tareas agrícolas, especialmente, las relacionadas con los productos de secano (almendro, algarrobo y olivo).

## Monumentos y lugares de interés

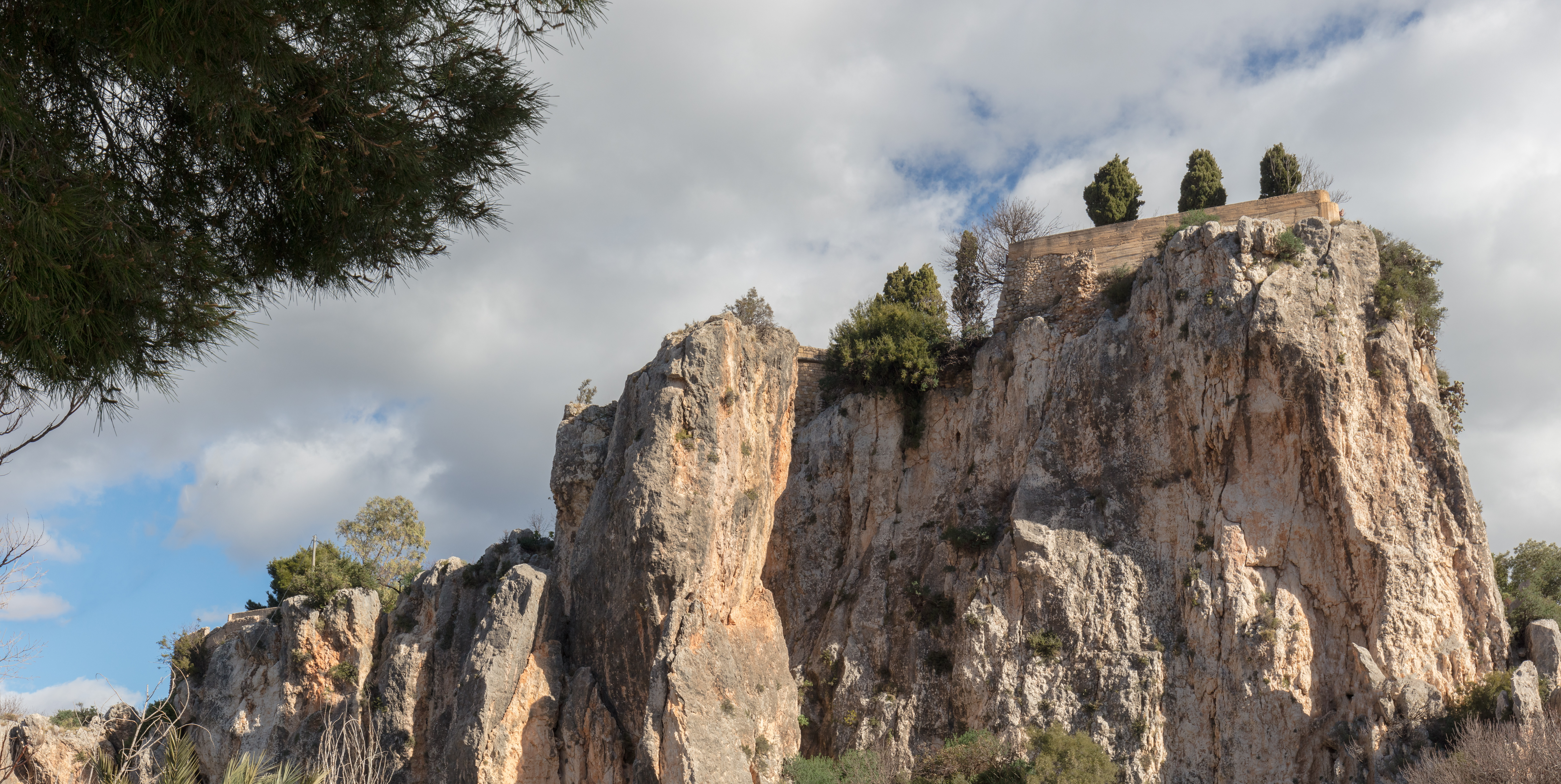
Castillo del Rey

- La Villa. Declarada bien de interés cultural, con el código RI-53-0000169. Conjunto histórico artístico desde el 25 de abril de 1974.[6] Las edificaciones que aparecen a continuación forman parte de este conjunto.
- Castillo de San José. Fortaleza del siglo XI, creada por los musulmanes, se encuentra situada sobre la roca en la parte más elevada del municipio. Tuvo un papel muy importante a lo largo de la Edad Media y Moderna, gracias a su situación estratégica. Los terremotos de 1644 y 1748 y la voladura que sufrió en 1708 en la Guerra de Sucesión fueron los culpables de su destrucción.
- Castillo de la Alcozaiba. Fortaleza del siglo XI, creada por los musulmanes, se encuentra situada en el dominio de la antigua Casa Orduña. En la actualidad, sólo queda una torre en ruinas.
- Casa Orduña. Casa nobiliaria del siglo XVII situada entre la iglesia parroquial y el castillo de la Alcozaiba. La Casa Orduña perteneció a la familia del mismo nombre, cuyos miembros fueron gobernadores y gentes de confianza de los marqueses de Guadalest. En la edificación, puede contemplarse mobiliario y decoración del siglo XIX, lienzos de los siglos XVIII y XIX y una interesante colección de cerámica.
- Iglesia parroquial de Nuestra Señora de la Asunción. Edificación del siglo XVIII de estilo barroco, atribuida a José Sierra.
- Prisión. Edificación del siglo XII que se encuentra en los bajos del ayuntamiento.

## Museos
- Museo Municipal Casa Orduña.

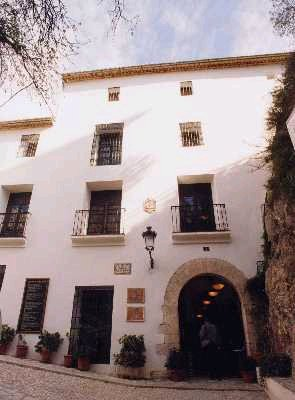
Casa Orduña

- Museo de Belenes y Casas de Muñecas.
- Museo de Instrumentos de Tortura.
- Museo de Microminiaturas.
- Museo de Saleros y Pimenteros.
- Museo Etnológico de Guadalest.
- Museo Microgigante de miniaturas y esculturas gigantes.
- Museo Colección de Vehículos Históricos Valle de Guadalest.

## Fiestas
- San Gregorio. Se celebran estas fiestas el fin de semana más cercano al 9 de mayo que es la onomástica del santo. Estas fiestas también reciben el nombre de "Fiestas de la Juventud", ya que son los jóvenes quienes se encargar de toda la organización.
- Fiestas patronales. Tienen lugar del 14 al 17 de agosto en honor a La Virgen de la Asunción. Se celebran actos en honor a la patrona y cuyos actos centrales son el traslado de la imagen a la iglesia, la ofrenda de flores a la virgen y la procesión por todo el pueblo.
- Romería a Gines. Segundo fin de semana de septiembre en honor a Santa Ana y San Joaquín patrones del caserío de Gines.

## Gastronomía
Los platos típicos de Guadalest están elaborados con productos propios de la tierra. El arroz con alubias y nabos, el pimiento relleno, el mincho, el conejo al ajillo, las verduras al horno, olla de trigo, la olleta y las pelotas de maíz son ejemplos de esta variada cocina.

## Política
| Periodo   | Nombre                       | Partido    |
| --------- | ---------------------------- | ---------- |

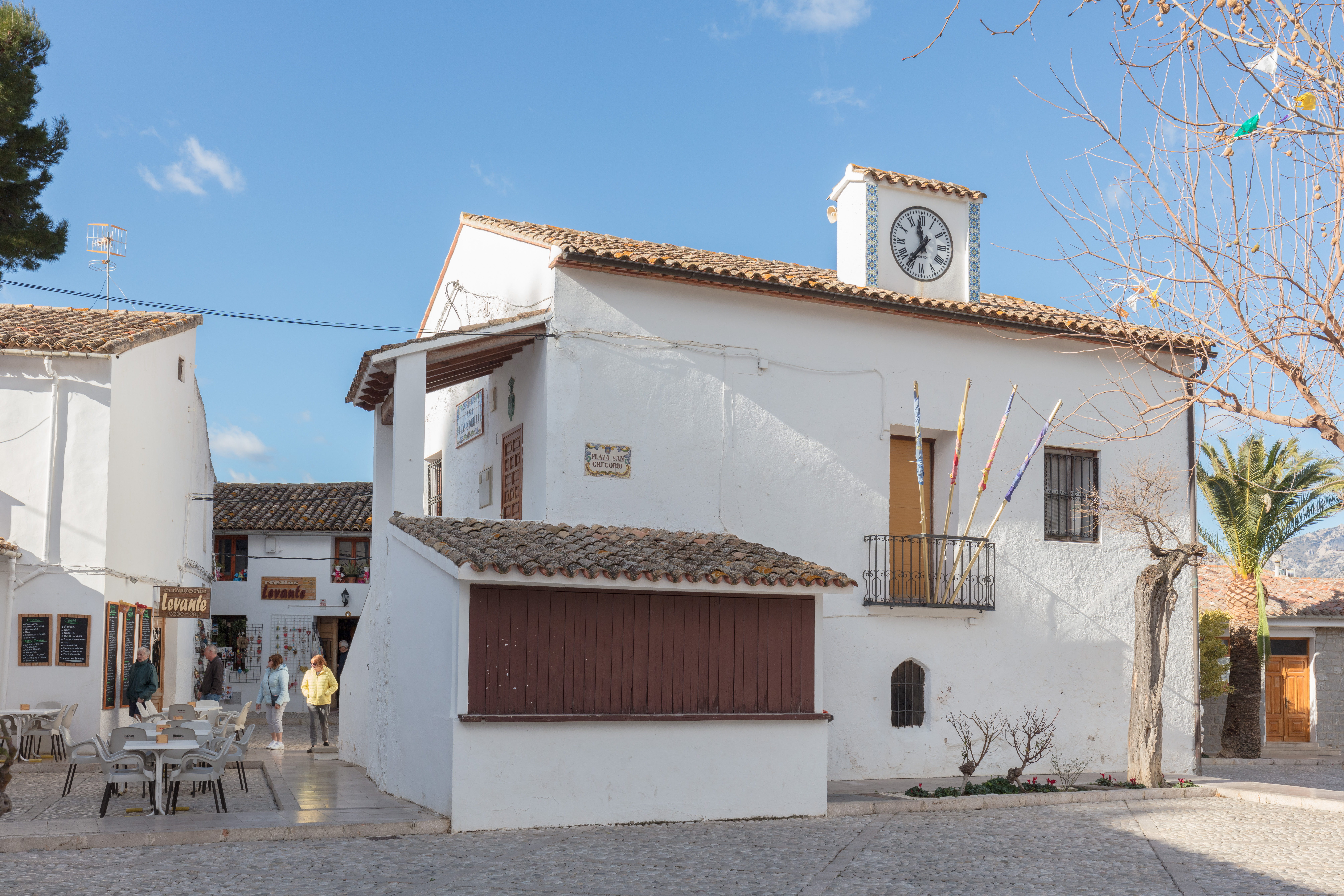
Casa consistorial

| 1979-1983 | Juan Bautista Balaguer Vidal | UCD        |
| 1983-1987 | Juan Bautista Balaguer Vidal | AP         |
| 1987-1991 | Juan Bautista Balaguer Vidal | PP         |
| 1991-1995 | Juan Bautista Balaguer Vidal | PP         |
| 1995-1999 | Juan Bautista Balaguer Vidal | PP         |
| 1999-2003 | Juan Bautista Balaguer Vidal | PP         |
| 2003-2007 | Juan Bautista Balaguer Vidal | PP         |
| 2007-2011 | Trinidad Amorós Fillol       | PSPV-PSOE  |
| 2011-2015 | Enrique Ponsoda Fracés       | PP         |
| 2015-2019 | Enrique Ponsoda Fracés       | PP         |
| 2019-2023 | Enrique Ponsoda Fracés       | Ciudadanos |
| 2023-act. | Joan Gadea Pons              | PP         |